# Hôtel des Postes de Metz
Pour les articles homonymes, voir hôtel des Postes.
La Neue Oberpostdirektion, direction des Postes, aujourd’hui hôtel des Postes, est un édifice de style néoroman, construit à Metz en 1905 par les autorités allemandes. Située place du Général-de-Gaulle, face à la gare, la poste centrale est un fleuron architectural du quartier impérial de Metz.

## Contexte historique
Sous l’Empire allemand comme à l’époque française, Metz se voit attribuer une fonction avant tout militaire. La ville, vitrine de l’architecture française au XVIIIe siècle, se développe et se transforme sous l’action des autorités germaniques qui décident à leur tour de faire de son urbanisme une vitrine de l’empire wilhelmien. L’éclectisme architectural se traduit par l’apparition de nombreux édifices de style néoroman tels le temple Neuf, la nouvelle gare ferroviaire ou la poste centrale ; de style néogothique tels le portail de la cathédrale ou le temple de Garnison ; ou encore de style néorenaissance tel le palais du Gouverneur. L’emplacement de la poste, juste à côté de la gare, est choisi pour des raisons logistiques, la rapidité d’acheminement du courrier étant capitale en cas de conflit.

## Photographies

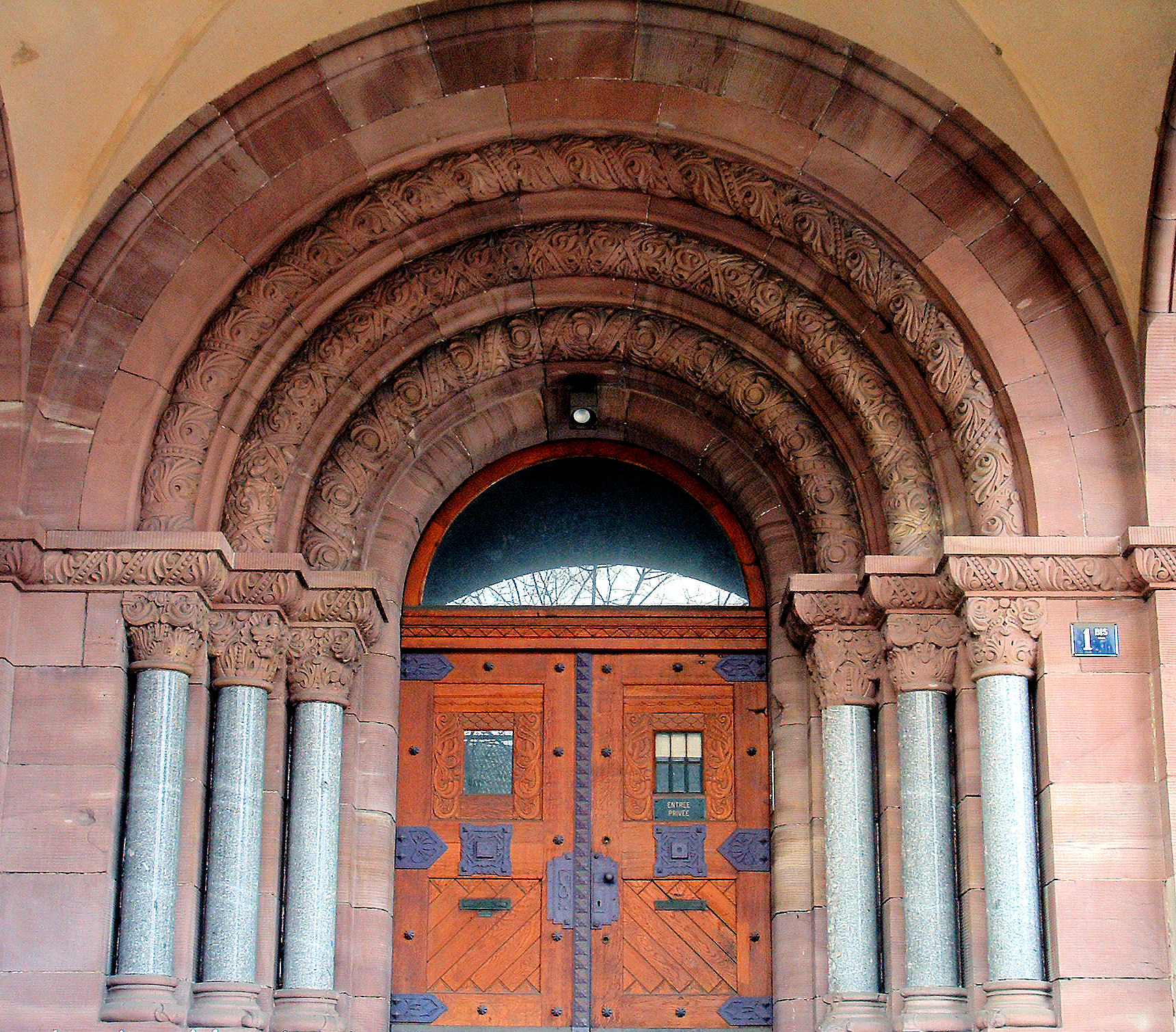
Porte à voussures romanes.
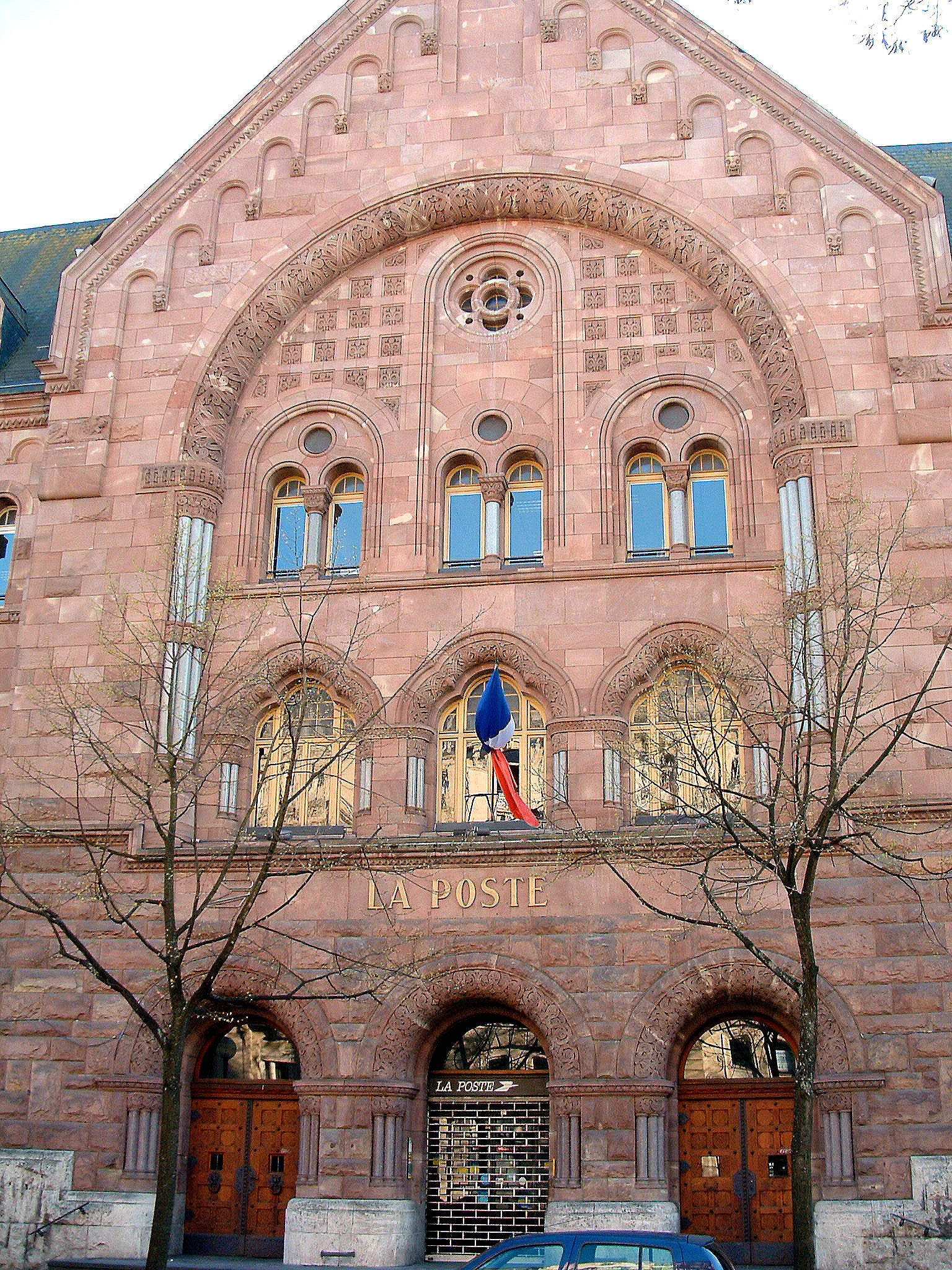
Façade principale de la poste centrale.
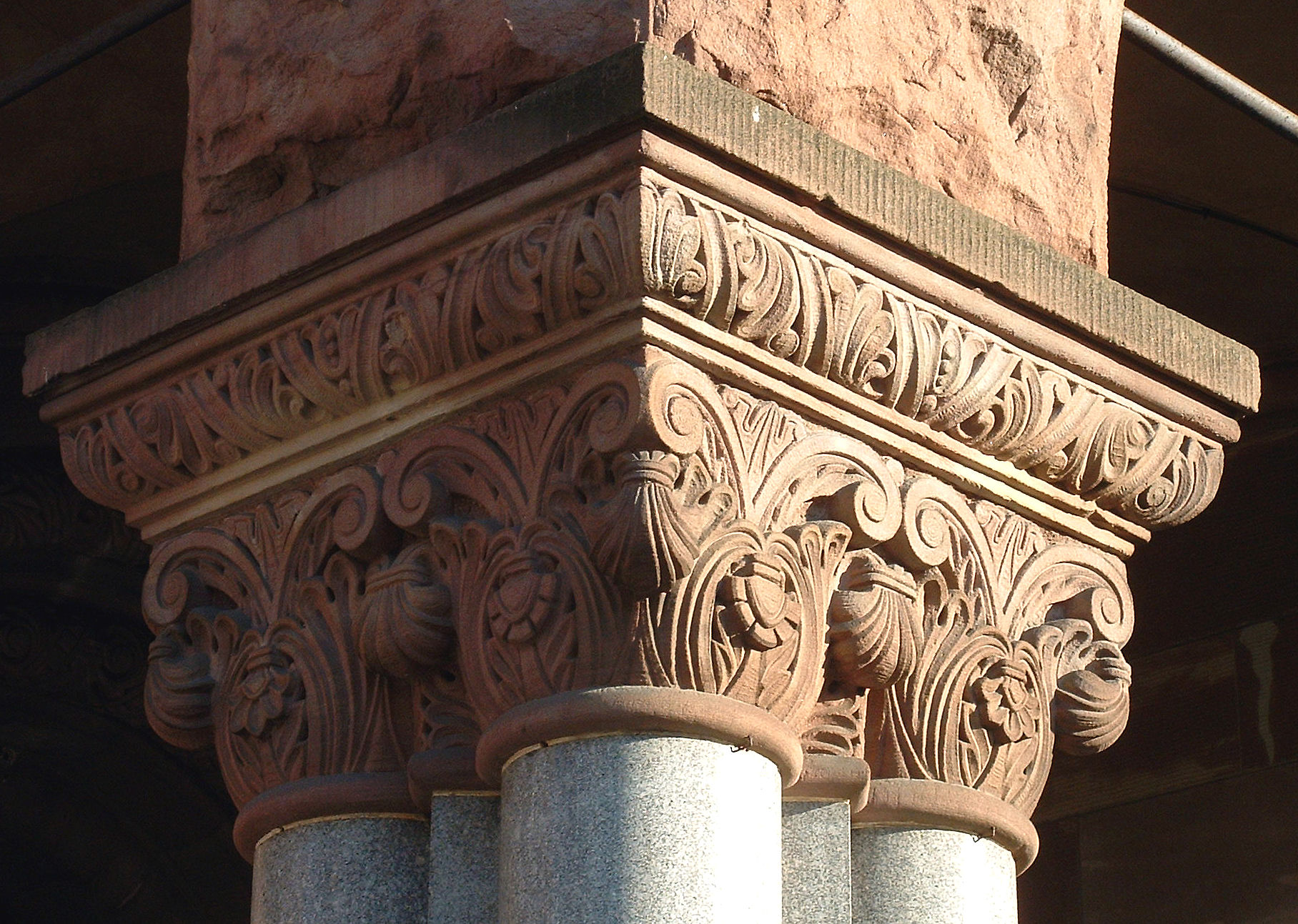
Détail d'un chapiteau extérieur.
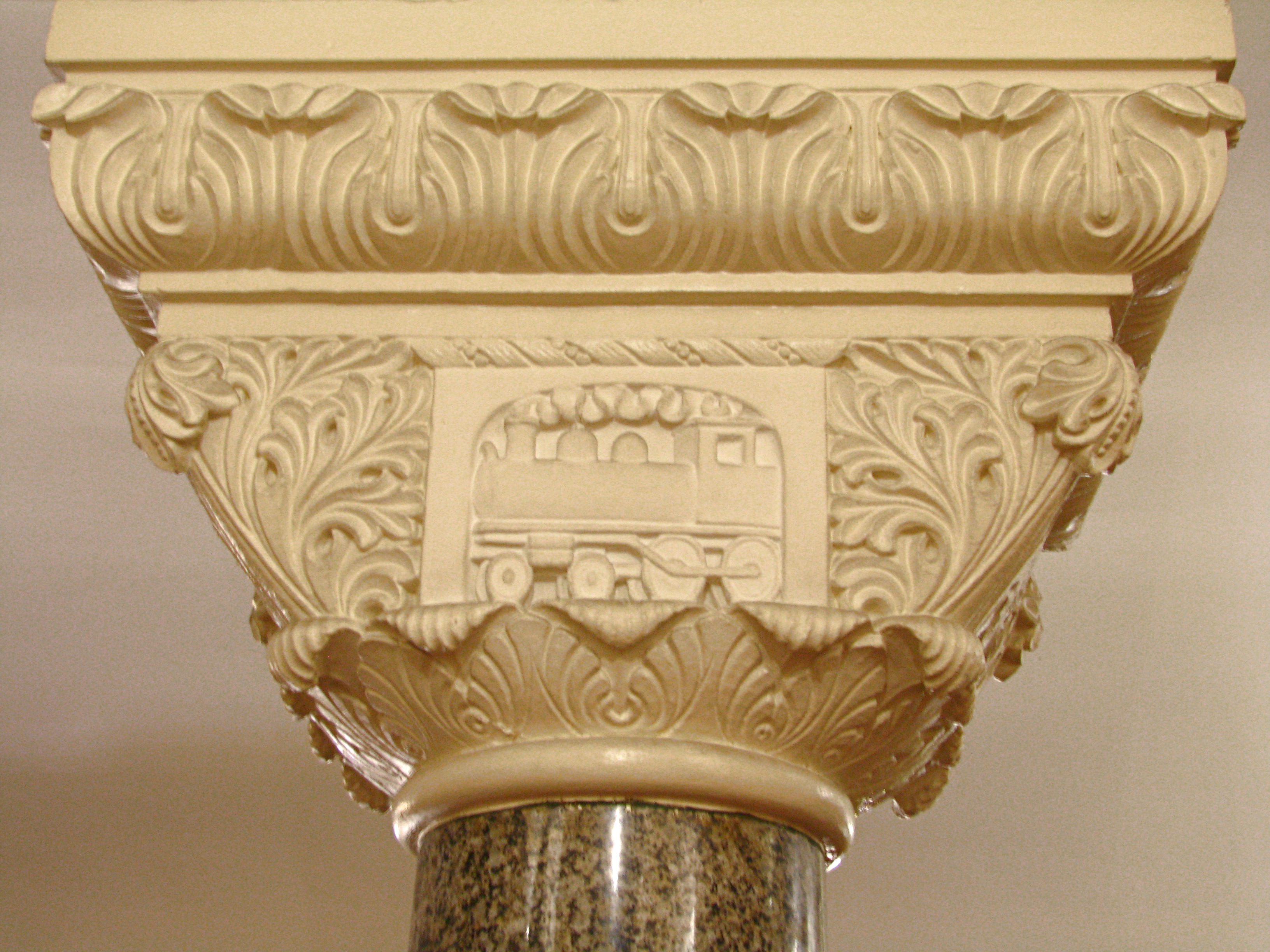
Exemple de décoration sur un chapiteau du hall d'entrée.

## Construction et aménagements
Conçu par l'architecte berlinois Ewald von Rechenberg, la poste répond aux impératifs architecturaux de l'époque, où la lumière et l'air sont privilégiés. Les plans sont modifiés par Ludwig Bettcher et par Jürgen Kröger, le directeur du service de l’architecture d'Alsace-Lorraine. L'architecte Gustav Petrich commence les travaux en 1907. L’édifice est inauguré quatre ans plus tard, le 1er mai 1911. Le style néoroman rhénan s'inscrit bien dans les styles historicistes adoptés par les architectes allemands de cette époque. L’édifice est construit en grès rose des Vosges, et non dans la pierre locale de Jaumont.

## Affectations successives
En 1944, des travaux de restauration extérieurs sont entrepris au titre des dommages de guerre.
La façade de cet édifice ainsi que la toiture fait l’objet d’un classement au titre des monuments historiques depuis le 15 janvier 1975.
L’hôtel des Postes fête son 100e anniversaire le 14 mai 2011. La Poste et plusieurs partenaires organisent des animations et présentent une exposition « Architecture postale, une histoire en mouvement » visible jusqu’au 4 juin. Un livre est également édité en partenariat avec Le Républicain lorrain ; il présente les détails architecturaux du bâtiment en retraçant les évolutions et la vie des postiers ces cent dernières années.
Depuis 2019, la poste centrale est fermée au public. Elle occupe désormais le premier étage du Centre des Congrès Robert Schuman. 
Le cabinet d'architecture Ferrier Marchetti studio aménagera à la place un jardin d'hiver, des résidences et des bureaux.